# Hexatoma (Eriocera) aurantia
Hexatoma (Eriocera) aurantia is een tweevleugelige uit de familie steltmuggen (Limoniidae). De soort komt voor in het Oriëntaals gebied.